# رشيد اليزمي
رشيد اليزمي مهندس وعالم مغربي، ولد في المغرب بمدينة فاس، وهو عالم متخصص في مجال علم المواد. مكّنت أعماله المرتبطة بتطوير مصعد الغرافيت من جعل بطاريات أيون الليثيوم، قابلة للشحن.
فاز سنة 2014، بجائزة تشارلز درابر التي تمنحها الأكاديمية الوطنية للهندسة في واشنطن، عن أعماله في مجال تطوير البطاريات، و التي أحدثت طفرة في مجال الإلكترونيات المحمولة[كيف؟]، كما فاز بميدالية جمعية مهندسي الكهرباء والإلكترونيات (IEEE) سنة 2012، وحصل على وسام جوقة الشرف في فرنسا، والوسام الملكي من ملك المغرب عام 2014، وأختير كعضو شرفي في أكاديمية الملك الحسن الثاني للعلوم والتكنولوجيا. في 2019 تم إعطاء جائزة نوبل لثلاثة باحثين شاركوا مع اليزمي في تطوير بطاريات أيون الليثيوم، بينما تم إقصاء اليزمي من الحصول على الجائزة بسبب قواعد الحصول على الجائزة والتي لا تسمح بمنحها لأكثر من ثلاثة أشخاص.[بحاجة لمصدر]
- في 21 فبراير 2024، صادقت اليابان على براءة اختراع للعالم المغربي رشيد اليزمي يتعلق بالشحن السريع لبطاريات الليثيوم.

وسبق للعالم المغربي أن درس في بلاد الشمس المشرقة، قبل أن يدرس في الولايات المتحدة، ثم ينتقل بعدها للبحث والتدريس في سنغفورة.
حيث تميّز كما تميّزت أسماء بوجيبار في وكالة النازا الأمريكية، وكما تميّز سعيد حمديوي في علوم الحاسوب بهولندا، وإيدر مطيع في بريطانيا، وغيرهم من النوابغ المغربية المهاجرة. وتتعلق براءة الاختراع الممنوحة للعالم المغربي رشيد اليزمي، بشحن أسرع لبطاريات الليثيوم، وهي تقنية "الفولت غير الخطي".
وأعلن العالم المغربي يوم أمس الثلاثاء 20 فبراير، أن المكتب الياباني لبراءات الاختراع، صادق على تقنيته الجديدة، مانحا إياه براءة الاختراع.
وسبق للعالم المغربي أن شرح في حديث مع SNRTnews تقنيته الجديدة، التي تسمح بشحن سريع لبطاريات الليثيوم، سواء المستعملة في الأجهزة الإلكترونية أو في بطاريات السيارات الكهربائية.
ويشرح اليزمي بأن التقنية الجديدة تعتمد على تدبير لتيار الكهرباء في البطارية عوض التركيز على ضغطها الكهربائي، وهي التقنية المسماة "الفولت غير الخطي".ويوضح اليزمي أن الطريقة التقليدية في شحن البطاريات تتطلب لتعبئة من 20 إلى 80 في المائة، مدة زمنية لا تقل عن نصف ساعة، أما التجارب الأخيرة التي قادها رفقة فريقه، والمستقر بدولة سنغفورة، فبإمكانها، من خلال التقنية الجديدة، أن تشحن بطارية بنسبة 100 في المائة، في مدة زمنية لا تتعدى 15 دقيقة، وأن الأبحاث الأخيرة، حطمت الرقم القياسي في الشحن، بعد أن نجحت التجارب في شحن بطارية ليثيوم في خمس دقائق.ولا يقتصر البحث العلمي للعالم المغربي على تحطيم رقم قياسي للمدة الزمنية الكفيلة بشحن بطارية ليثيوم، بل إنه يقود مشروعا علميا في جامعة "يان يانغ" بسنغفورة حيث يشتغل، يتمحور حول استبدال مادة الليثيوم بمادة الفلور، على اعتبار أن هذا الأخير، أكثر وفرة وأقل تكلفة مادية في الاستخراج.
- في 16 يناير 2025 ، صادقت الصين على براءة اختراع للعالم المغربي رشيد اليزمي؛ يتعلق ب بتقنية سلامة بطاريات السيارات الكهربائية.[6] [7] [8]

## حياته
ولد بمدينة فاس بالمغرب يوم 16 أبريل من سنة 1953، تلقى رشيد اليزمي تعليمه الثانوي في ثانويتيّ مولاي رشيد ومولاي إدريس بفاس، حيث نال شهادة الباكالوريا، شعبة العلوم الرياضية، سنة 1971. كانت بداياته الجامعية بالمغرب في جامعة محمد الخامس بالرباط، التي لم يمكث فيها إلا سنة واحدة قبل أن يلتحق بسلك الأقسام التحضيرية لكبرى مدارس الهندسة و التي مكنته من ولوج معهد غرونوبل للتكنولوجيا بفرنسا، سنة 1978. بعد ذلك، أنجز اليزمي أطروحة الدكتوراه، في مختبر تابع للمركز الوطني الفرنسي للبحث العلمي، في علم المواد، حول دمج الليثيوم بالغرافيت، عبر استعمال تقنية التحليل الكهربائي للأجسام الصلبة، عوض السائلة الّتي كانت هي السّائدة. مما شكل قاعدة مهمة لأعماله اللاحقة التي مكنت من تطوير بطاريات اللليثيوم لتكون قابلة للشحن.

في 1998، ارتقى اليزمي في المركز الوطني للبحث العلمي الفرنسي إلى مدير للأبحاث. بالموازاة مع ذلك، اشتغل أيضا كأستاذ زائر بجامعات كيوطو (1988-1990) وكاليفورنيا للتكنولوجيا (2000-2010) وجامعة نانيانغ في سنغافورة (منذ 2010).
في 2007، أنشأ اليزمي CFX Battery وهي شركة ناشئة في كاليفورنيا متخصصة في تطوير وتسويق براءات اختراعاته، خصوصا، تلك المتعلقة بمجال بطاريات أيون الفليور.
في 2014، فاز رفقة الباحثين جون كودناف ويوشيو نيشي وأكيرا يوشينو بجائزة درابر التي تمنحها الأكاديمية الأمريكية للهندسة بواشنطن، اعترافا لهم بأعمالهم ودورهم الكبير في تطوير بطارية الليثيوم أيون المستعملة بشكل واسع، عبر العالم، في ملايين الأجهزة الإلكترونية كالهواتف والحواسيب المحمولة وأجهزة التصوير والسماعات الطبية.
في مارس 2016، رشح رشيد اليزمي من طرف جائزة ماريوس لافيت للمُهندسين المُخترعين، باريس، فرنسا (the Marius Lavet Prize of Inventing-Engineers, Paris, France).

## أعماله
حصل رشيد اليزمي على أكثر من 100 براءة اختراع وأكثر من 200 إصدار علمي.
ساهم اليزمي بشكل كبير في اختراع بطارية الليثيوم القابلة للشحن والتي ساهمت في تصغير حجم بطاريات الهواتف وأجهزة أخرى.
يعمل اليزمي حالياً في جامعة نانيانغ التكنولوجية في سنغافورة.

## الجوائز
- 2014: جائزة درابر التي تمنحها الأكاديمية الأمريكية للهندسة بواشنطن.
- 2016: جائزة ماريوس لافيت للمُهندسين المُخترعين، باريس، فرنسا (the Marius Lavet Prize of Inventing-Engineers, Paris, France).
- 2019:كافأته منظمة الأمم المتحدة للتربية والعلم والثقافة (يونسكو) في مجال الأعمال بجائزة المستثمر العربي للعام في فئة التطبيقات الخضراء.
- 2022:جائزة الطاقة التي تحمل اسم البروفيسور ستانلي ويتينغهام، الحائز على جائزة نوبل في الكيمياء عام 2019، بمدينة فوكيت بدولة تايلند.
- 2023نبذة عن حياة العالم المغربي رشيد اليزمي "أبو البطارية":جائزة "فين فيوتشر" الكبرى لعام 2023 مع 3 علماء آخرين هم البروفيسور مارتن أندرو غرين والبروفيسور ستانلي ويتنغهام والبروفيسور أكيرا يوشينو حول "اختراع يهدف إلى إنشاء منصة مستدامة للطاقة الخضراء من خلال إنتاج الخلايا الشمسية وتخزينها ببطاريات ليثيوم أيون"، وتبلغ قيمتها 3 ملايين دولار.

## وصلات خارجية
صفحة رشيد اليزمي في موقع جامعة كاليفورنيا للتكنولوجيا